# Список керівників держав 551 року
Список керівників держав 551 року — це перелік правителів країн світу 551 року.
Список керівників держав 550 року — 551 рік — Список керівників держав 552 року — Список керівників держав за роками

## Європа
- Айлех — Форггус мак Муйредах (534/536-566)
- Айргіалла — Деймін Дейм Аргат (? 514—565)
- Арморика — Теудр Великий (547—584)
- Брихейніог — Лліварх ап Рігенеу (540—580)
- Берніція — Іда (547-559)
- король вестготів — Агіла I (549—554)
- Вессекс — Кінрік (534—560)
- Візантійська імперія — Юстиніан I (527—565)
- Королівство Гвент — Мейріг ап Теудріг (540—590)
- Королівство Гвінед — Рун ап Майлгун (547-580)
- Гепіди — Торисвінт (548-560)
- Дал Ріада — Габран мак Домангарт (538—558)
- Дівед — Кінгар (540—570)
- Думнонія — Костянтин ап Кадор (530—560)
- Ебраук — Еліффер Творець Великого війська (500—560)
- Елмет — Артуіс ап Масгвід (540—570)
- Ірландія — верховний король Діармайт мак Кербайлл (538/559-558)
- Король Італії — Тотіла (541—552)
- Кайр-Гвендолеу — Гвендолеу ап Кейдіо (550-573)
- Лазика — співцарі Губаз II і Опсіт (540—555)
- Король лангобардів Алдуїн (546—566)
- Морганнуг — Кадок Мудрий (523—580)
- Мунстер — Кайрпре Кромм (542-579)
- Пік — Сауїл Зарозумілий (525—590), Дунотінґ (або Дунаут) — Дінод Міцний (525—595)
- Король піктів — Талорк II (538/543—549/555)
- Королівство Повіс — Яго ап Брохвейл (550-582)
- Регед Північний — Кінварх ап Мейрхіон (535-570); Південний — Елідір Лідануїн (535-560)
- Королівство Сассекс — Рікольф (544-567)
- Королівство свевів — Хараріх (550—558/559)
- Стратклайд — Тітагіал ап Клінох (540-580)
- Улад — Еохайд мак Кондлай мак Каолбад (532—553)
- Уснех — Діармайт мак Кербайлл (538—551/554)
- Франкське королівство:
  - Австразія — Теодебальд (548-555)
  - Суассонське королівство — Хлотар I (511—561)
  - Паризьке королівство — Хільдеберт I (511—558)
- Швеція — Адільс (520—550)
- Святий Престол — папа римський — Вігілій (537-555)
- Константинопольський патріарх — Мина (536-552)

## Азія
- Близький Схід:
  - Гассаніди — Аль-Харіс ібн Джабала (529—569)
  - Лахміди — Аль-Мундір III ібн аль-Нуман (505/506 — 554)
  - Кавказька Албанія — марзпанство Персії (до 636)
- В'єтнам; Династія Рання Лі — Лі Тх'єн Бао (548-555)
- Індія:
  - Династія Вішнукундіна — Індрабхаттарака Варма (527—555)
  - Західні Ганги — Дурвініта (495—535 або 579)
  - Пізні Гупти — Кумарагупта (550-560)
  - правитель ефталітів Торамана II (530/542—570)
  - володар держави ефталітів і алхон-гунів в Ганджхарі, Кашмірі і Пенджабі Праварасена (530—590)
  - Династія Майтрака — Дарапатта (550—556)
  - Раджарата — раджа Моггаллана II (540—560)
  - Чалук'я — Пулакешин I (543-566)
- Індонезія:
  - Тарума — Сур'яварман (535—561)
- Китай:
  - Туюхун (Тогон) — Муюн Куалюй (540—591)
  - Жужанський каганат — Юйцзюлюй Анагуй (520—552 — з перервою)
  - Династія Західна Вей — Юань Баоцзюй (535—551); Юань Цінь (551-554)
- Корея:
  - Когурьо — тхеван (король) Янвон (545-559)
  - Пекче — король Сон (523—554)
  - Сілла — ісагим (король) Чинхин Великий (540—576)
- Паган — король Хан Лонг (547-557)
- Персія:
  - Держава Сасанідів — шахіншах Хосров I Ануширван (531—579)
- Фунанське королівство — Шрутаварман (550-555)
- Хим'яр — Абраха аль-Ашрам (536—570)
- Японія — Імператор Кіммей (539—551)

## Африка
- Преторіанська префектура Африки Візантійської імперії — Павло (550—552)
- Мавро-римське царство — Гармул (545-578)

## Північна Америка
- Мутульське царство — Вак-Чан-К'авііль (537-562)
- Баакульське царство — К'ан-Хой-Читам I (524/529-565)
- Шукуупське царство — Ві'-Йоль-К'ініч (532—551); Сак-Лу (551-553)